# Campionato francese di tennis 1892
Il Campionato francese di tennis 1892 (conosciuto oggi come Open di Francia o Roland Garros) è stato la 2ª edizione del Campionato francese di tennis, riservato ai tennisti francesi o residenti in Francia. Si è svolto sui campi del Racing Club de France a Parigi in Francia.
Il singolare maschile è stato vinto da Jean Schopfer, che si è imposto sul connazionale (di origini britanniche) Francis Louis Fassitt. Nel doppio maschile si sono imposti J. Havet e D. Albertini.

## Seniors

### Singolare maschile
Jean Schopfer ha battuto in finale  Francis Louis Fassitt con il punteggio di 6–2, 1–6, 6–2.

### Doppio maschile
J. Havet /  Diaz Albertini hanno battuto in finale  Cucheval-Clarigny /  Carlos de Candamo